# Zlatko Tanevski
Zlatko Tanevski, né le 3 août 1983 à Skopje, est un footballeur international macédonien. Il est défenseur.

## Carrière
- 2003-2004 :  Cementarnica 55 Skopje
- 2004-2006 :  Vardar Skopje
- 2006-2010 :  Lech Poznań
- 2010-jan. 2012 :  GKS Bełchatów
- depuis fév. 2012 :  Vardar Skopje

### Palmarès
- Coupe de Pologne : 2009
- Championnat de Pologne : 2010
- Championnat de Macédoine : 2016
- 1 sélection